# 春日五穀宮
春日五穀宮，臺灣花蓮縣廟宇，位於玉里鎮春日，主祀五穀先帝，台灣客家人傳統信仰，由苗栗縣公館鄉的五鶴山五穀宮分香而來。:213-215

## 沿革
台灣花蓮縣春日里一帶原是阿美族的部落領域，舊稱「織羅」或「馬織羅」，為阿美族語「Ceroh」的音譯，原指「火燒」。昭和12年（1937年），日本政府把織羅、馬太林（阿美族語：山勢起伏的凹地）兩部落領域整併為同一行政單位，改稱「春日」，沿用迄今。
由於春日區域乃秀姑巒溪與支流匯流之處，物產豐饒，在日治時期已有客家移民陸續遷入拓墾。在公元1945年、第二次世界大戰結束後，春日的客家居民為了祈求平安、年年豐收，便前往今苗栗縣公館鄉，從五鶴山五穀宮奉請香火返鄉，建立春日五穀宮。:213-215
據傳早時生活困苦，五穀先帝甚至負責提示藥籤，供居民治病抓藥；又由於五穀宮地勢較高，凡有颱風水災，居民皆會結伴前往廟宇避難，故五穀宮可謂長年提供春日里居民們精神與物質上的慰藉。:213-215
春日五穀宮的祭祀圈除了春日里之外，亦包括位於德武里的阿美族苓雅仔部落（苓雅仔為阿美族語：Lingacay，「月桃」之意 ），春日五穀宮以對漢人家庭收取「丁口錢」的方式維持運作，而阿美族則採隨緣募捐的方式；公元1999年左右春日里漢人家庭仍父子相承、家家戶戶繳交「丁口錢」，與台灣其他地方此風俗淡薄的情況形成對比。:213-215

## 圖輯

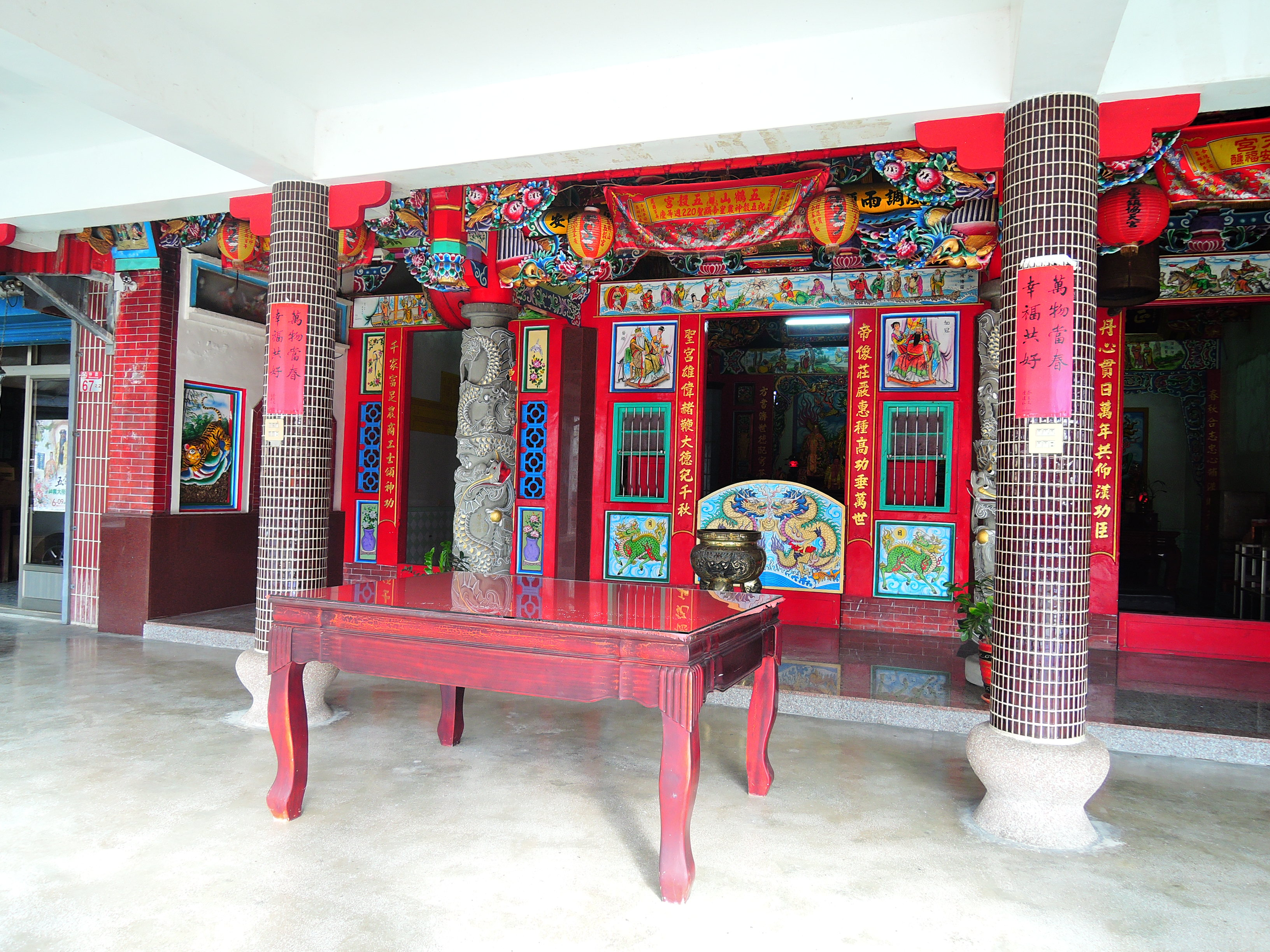
入口
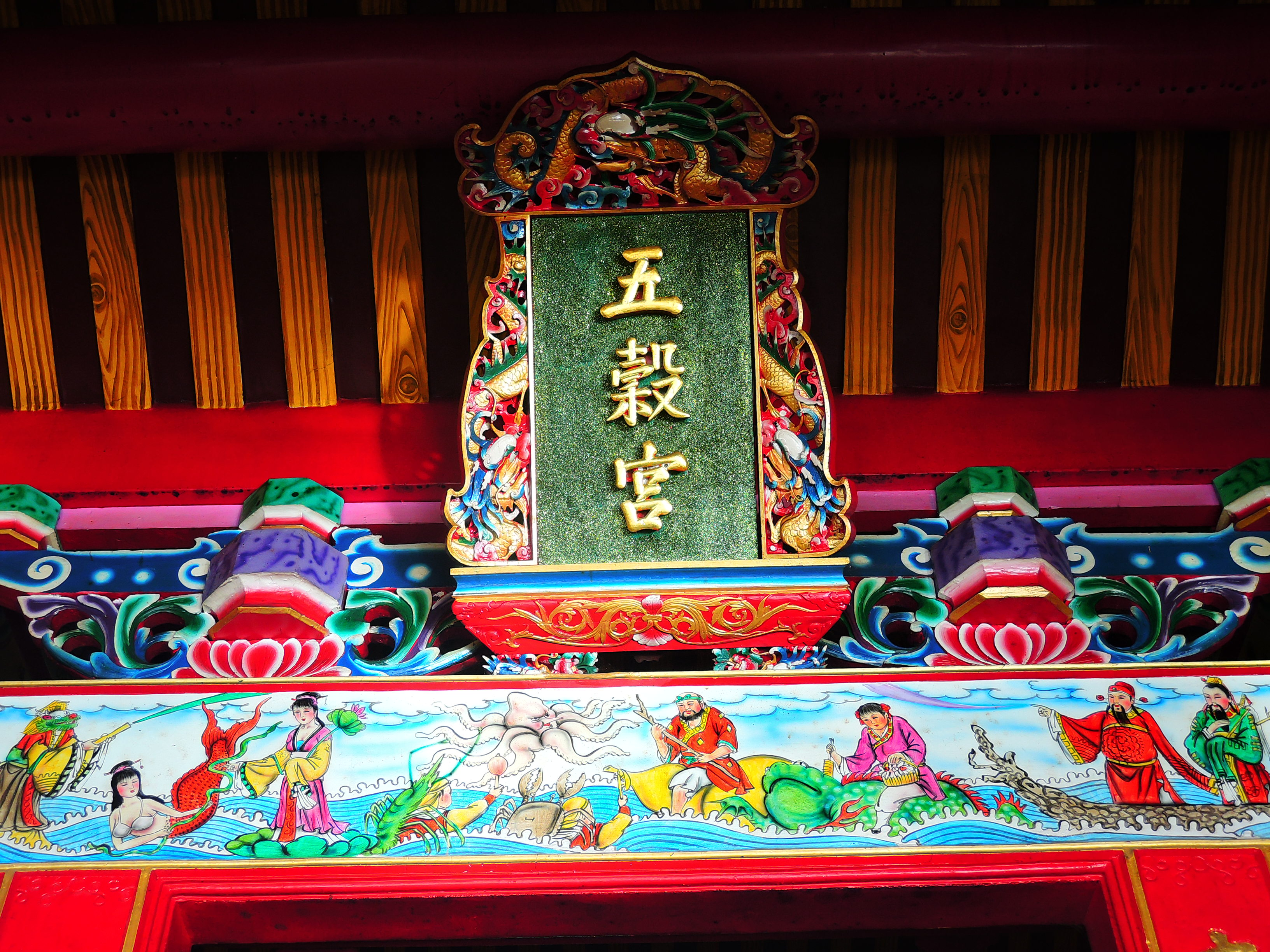
聖旨牌
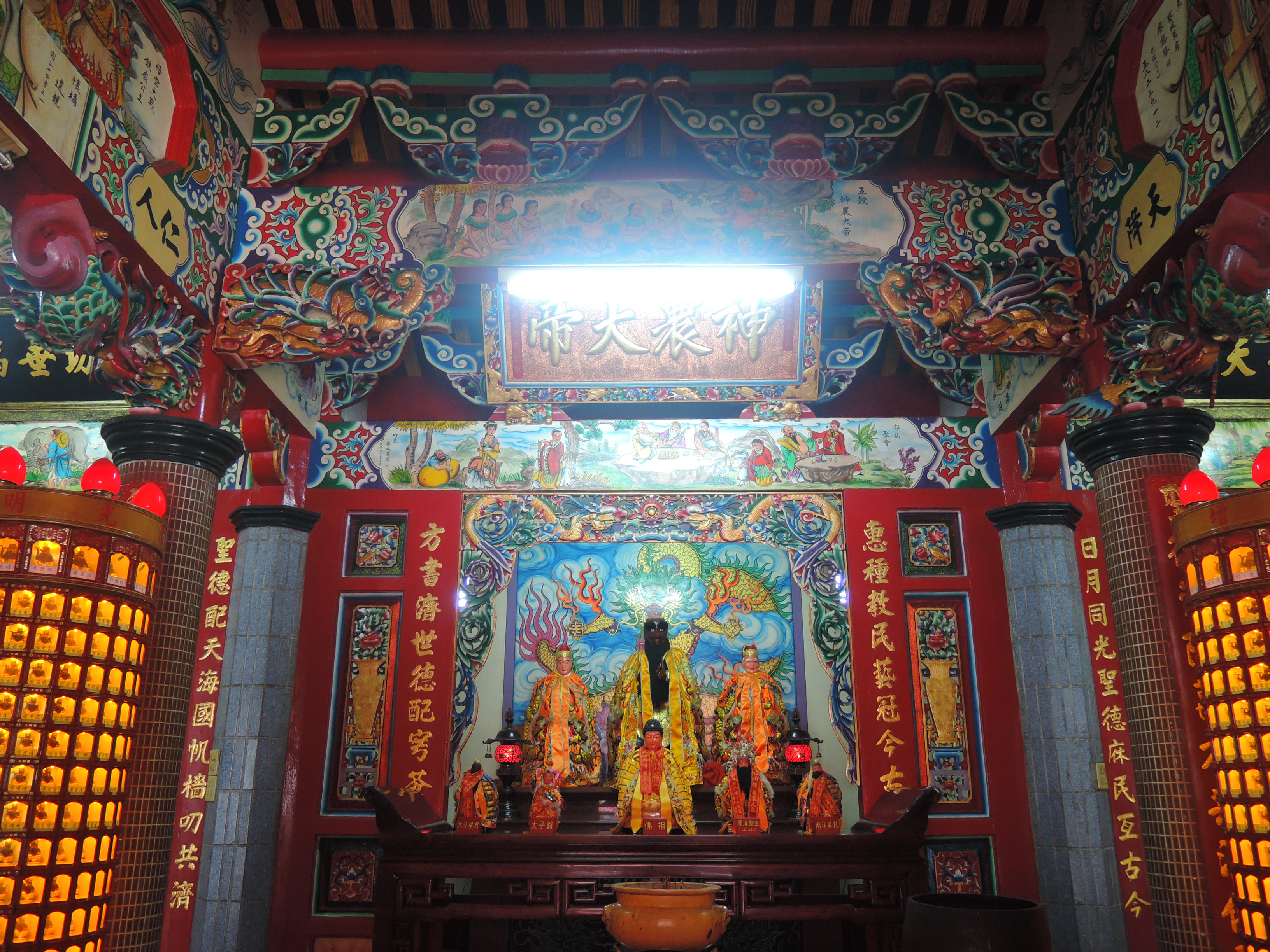
正殿五穀先帝諸像與匾額彩繪
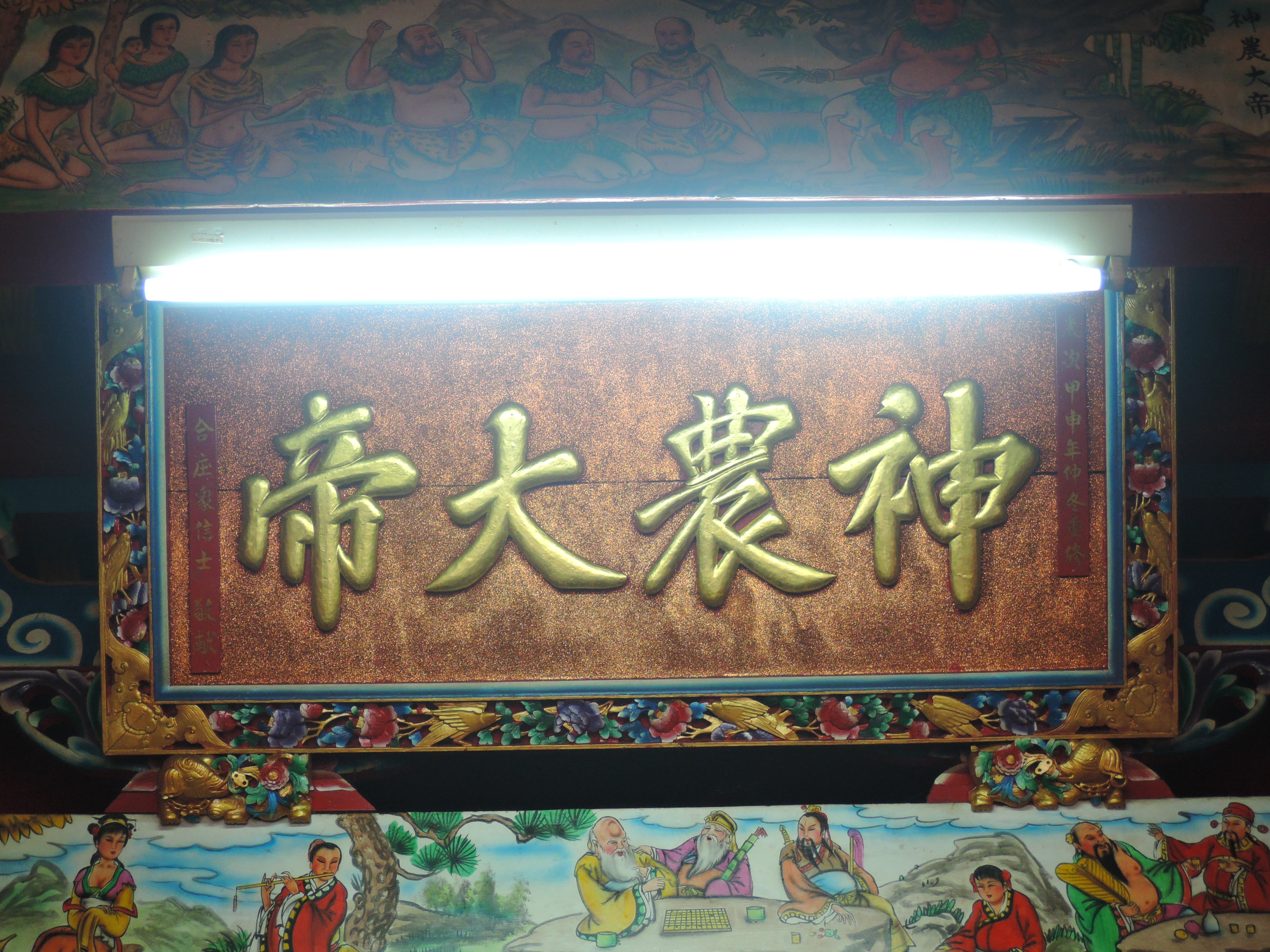
神農大帝匾
褒忠義民爺神位
客家文化介紹牆